# Searching Ruins on Broadway, Galveston, for Dead Bodies
Pour plus de détails, voir Fiche technique et Distribution.
Searching Ruins on Broadway, Galveston, for Dead Bodies est un film américain en noir et blanc, sorti en 1900.

## Synopsis
Le film décrit les destructions causées par l'Ouragan de Galveston en septembre 1900.